# كلداري إخوان
شركة كَلَداري إخوان المحدودة هي مجموعة شركات تأسست عام 1960 ومقرها الرئيسي في دبي بالإمارات العربية المتحدة.

## تاريخ الشركة

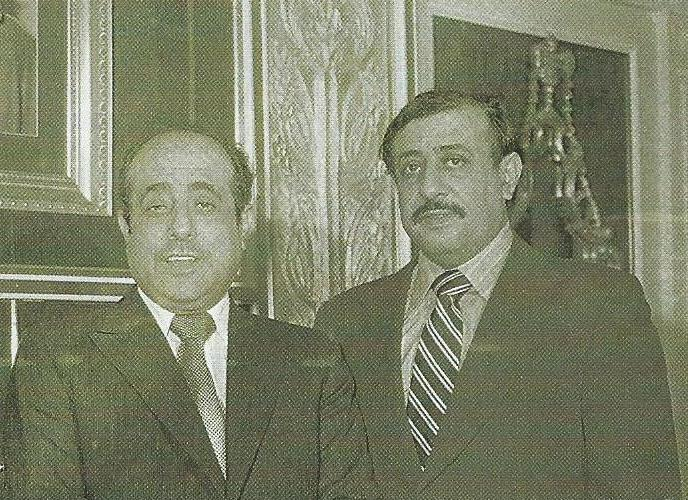
عبد الرحيم كلداري (يمين) وعبد اللطيف كلداري (يسار)

في عام 1976، انفصل الإخوة حيث احتفظ الأخوان عبد الرحيم وعبد اللطيف بالعمل عن طريق شراء حصة أخيهما الثالث عبد الوهاب.
في عام 2006، استحوذت حكومة دبي على 30 في المئة من حصة المجموعة. وذُكر أن هذه الحصة استبدلت ديون كلداري تجاه الحكومة وشركات أخرى. أعادت محكمة عينها الشيخ محمد بن راشد آل مكتوم، نائب رئيس الدولة ورئيس وزراء دولة الإمارات، بهيكلة المجموعة ثم استبدلت مجلس الإدارة بمجلس مؤقت مكون من ثلاثة أعضاء.

## الأعمال
تمتلك شركة كلداري إخوان استثمارات في وسائل الإعلام المطبوعة والإلكترونية في الشرق الأوسط. تشمل الشركات الأخرى تحت مجموعة كلداري في الإمارات العربية المتحدة: مازدا الإمارات، وباسكن روبنز للآيس كريم، وفندق كلداري في كولومبو، وشركة كلداري للمقاولات، وقسم كلداري للمعدات الثقيلة، وشركة كلداري الصناعية السعودية في المملكة العربية السعودية. كما أن للمجموعة حصصًا في شركة كلداري للأسمنت في كراتشي، باكستان.

### قسم المعدات الثقيلة
بدأ الأخوان بالتركيز على قطاع المعدات الثقيلة والبحث عن أفضل الآلات الثقيلة لتوريدها إلى الإمارات. بدأت المسيرة مع شركة كوماتسو، حيث أطلقوا شركة كلداري للشاحنات والمعدات الثقيلة، وازدادت العلامات التجارية في ذلك الوقت لتتجاوز 30 علامة تغطي معدات البناء، معدات التعدين، آلات الطرق، الرافعات، الشاحنات، معدات المناولة، الرافعات الهوائية، وحلول ومنتجات الطاقة.
تطلب هذا التوسع الهائل فصل فئات المنتجات إلى شركات مستقلة، والآن يتكون القسم من ست شركات، كل منها مسؤولة عن عدة فئات منتجات ومناطق جغرافية: كلداري للشاحنات والمعدات الثقيلة، وحلول المعدات GB، وكلداري لحلول الطاقة، وكلداري للخدمات الفنية الدولية، وشركة إطارات كلداري، وشركة كلداري السعودية للصناعات.

## وصلات خارجية
- الموقع الرسمي
 (بالعربية) (بالإنجليزية)